# Soulsbyville
Soulsbyville és una concentració de població designada pel cens dels Estats Units a l'estat de Califòrnia. Segons el cens del 2000 tenia 1.729 habitants.

## Demografia
Segons el cens del 2000, Soulsbyville tenia 1.729 habitants, 674 habitatges, i 485 famílies. La densitat de població era de 219,6 habitants/km².
Dels 674 habitatges en un 31,2% hi vivien nens de menys de 18 anys, en un 58,8% hi vivien parelles casades, en un 9,2% dones solteres, i en un 28% no eren unitats familiars. En el 21,8% dels habitatges hi vivien persones soles el 9,8% de les quals corresponia a persones de 65 anys o més que vivien soles. El nombre mitjà de persones vivint en cada habitatge era de 2,57 i el nombre mitjà de persones que vivien en cada família era de 3,01.
Per edats la població es repartia de la següent manera: un 26,5% tenia menys de 18 anys, un 6,7% entre 18 i 24, un 24,8% entre 25 i 44, un 25,3% de 45 a 60 i un 16,7% 65 anys o més.
L'edat mediana era de 41 anys. Per cada 100 dones de 18 o més anys hi havia 94,2 homes.
La renda mediana per habitatge era de 42.500 $ i la renda mediana per família de 45.625 $. Els homes tenien una renda mediana de 34.516 $ mentre que les dones 18.906 $. La renda per capita de la població era de 18.514 $. Entorn de l'11,7% de les famílies i el 15,6% de la població estaven per davall del llindar de pobresa.

## Poblacions més properes
El següent diagrama mostra les poblacions més properes.